# 運動エネルギー弾
運動エネルギー弾（うんどうエネルギーだん、英語：kinetic energy penetrator、KEP）とは、炸薬ではなく質量、弾頭硬度、速度といったミサイル・砲弾自身が持つ運動エネルギーによって対象を破壊する機構を持つ弾丸兵器のこと。砲弾とミサイルの違いはあるが、運動エネルギーミサイルも本項で説明する。
運動エネルギーによって対象を破壊する機構を持つ兵器の総称を運動エネルギー利用兵器（英語ではKEW、kinetic energy weapon)という。指向性エネルギー兵器（DEW）に対して、従来型兵器をいう。

## 概要
基本的には成形炸薬弾（HEAT）や粘着榴弾（HESH）と言った爆発・炸裂弾（化学エネルギー弾）に対し、LOSATやCKEMといった運動エネルギーミサイルや、APFSDSのような運動エネルギー徹甲弾、また近年開発されるタングステン弾、劣化ウラン弾などを指す際に用いられる。運動エネルギーを利用した弾丸という広義では、通常の徹甲弾や銃弾などもこれに分類できる。
中空装甲によりHEATが、 飛散防止内張によりHESHが対応された結果、APFSDSやCKEMのように、弾体自体の速度によってユゴニオ弾性限界を超え、中空装甲と飛散防止内張を突破する弾薬が生み出された。
ただし、ユゴニオ弾性限界を超えることによって装甲を突破する弾薬への対策として設計されたセラミック複合装甲が十分な厚みを持っていた場合は通用しない。

## 原理
対戦車兵器としての運動エネルギー弾頭には数キログラムから数十キログラムのタングステンや劣化ウランが硬度・比重の都合から最も好まれる。
代表的な運動エネルギー砲弾APFSDSの場合、貫徹力を上げるため従来の徹甲弾とは大きく異なるダーツ矢のような形状をしており、砲弾自身の質量は数kg程度しかない。しかし、1,500m/s前後という極めて速い飛翔速度により運動エネルギーの総量を高めているため3MJ前後に達し、エネルギーが1点に集中することにより殆ど全ての戦車装甲をいとも簡単に貫徹することができる。（詳細はAPFSDSを参照）
また、代表的な対戦車用途の運動エネルギーミサイルとしてLOSATやCKEMといった地対地ミサイルがあり、これは誘導ミサイルとしての特性からAPFSDSの最大射程2km前後を大幅に上回る射程を持ち（4km～10km）、一方的に撃破することが可能であるが、デメリットとして1発ごとのコストが跳ね上がることは避けられない。

## 種類・分類
運動エネルギーミサイル（Kinetic Energy Missile）
- LOSAT
- CKEM
- DF-21 (東風21号)衛星攻撃実験時
- RIM-161スタンダード・ミサイル3（SM-3）
- CSM

運動エネルギー弾（Kinetic Energy Penetrator）
- 高速徹甲弾（HVAP）
- APDS
- APFSDS

広義の運動エネルギー兵器
- 銃
- 大砲
- バリスタ
- 弓矢
- 投石機
- 徹甲弾
- レールガン
- キャニスター弾（戦車対人散弾砲）